# Kaftan

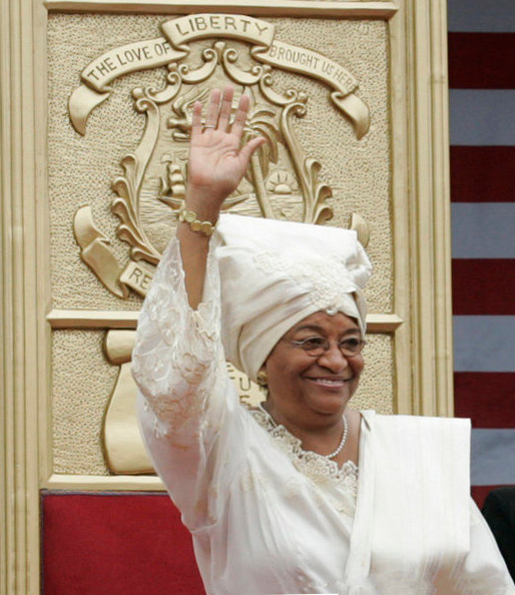
Ellen Johnson Sirleaf, primo presidente donna della Liberia, indossa un caffettano.

Il kaftan (in italiano, caffettano o caffetano) è un abito da donna dell'Africa occidentale; negli Stati Uniti viene anche indossato dalle donne afroamericane in determinate occasioni.
In francese l'abito viene chiamato boubou. È il tipico abito elegante in Senegal, Mali e Ghana; anche il suo uso in ambienti più o meno formali dipende dal tessuto in cui è realizzato.
Viene anche impiegato come abito nuziale, abbinato spesso a un foulard avvolto sulla testa, nel tradizionale colore bianco o, in alternativa, porpora o lavanda, i colori regali africani; il caffettano è anche adoperato nei funerali (colore nero), e in altre cerimonie.
Buba, simile ad una camicia, indica la parte superiore della veste. L'uomo aggiunge fila (cappello) e sokoto (pantaloni), mentre le donne gele (cravatta) iro (involucro).